# Чорний вересень (організація)
Організація «Чорний вересень» (BSO) (араб. منظمة أيلول الأسود, трансліт. Munaẓẓamat Aylūl al-Aswad) — колишня палестинська воєнізована організація, заснована в 1970 році. Окрім інших дій, група відповідальна за вбивство прем'єр-міністра Йорданії Васфі аль-Таль та бійню в Мюнхені, під час якої було викрадено та вбито одинадцять ізраїльських спортсменів і офіційних осіб, а також загинув західнонімецький поліціянт під час літніх Олімпійських ігор 1972 року у Мюнхені, їхній найбільш розрекламований захід. Ці напади призвели до створення або спеціалізації постійних антитерористичних сил у багатьох європейських країнах.

## Утворення
Назва групи походить від конфлікту «Чорний вересень», що почався 16 вересня 1970 року, коли король Йорданії Хусейн бін Талал оголосив воєнний стан у відповідь на спробу фідаїв захопити його королівство, що призвело до загибелі та вигнання тисяч палестинських бійців з Йорданії. BSO починався як невеликий осередок чоловіків ФАТХ, які мали намір помститися королю Хусейну та збройним силам Йорданії. Новобранці з НФВП, Ас-Саїка та інших груп також приєдналися.

Спочатку більшість його членів були дисидентами ФАТХу, які були близькі до Абу Алі Іяда, командувача силами ФАТХ на півночі Йорданії, який продовжував воювати проти йорданської армії після відступу керівництва ООП. Він був убитий йорданськими військами 23 липня 1971 року, нібито страченим. Вони стверджували, що тодішній прем'єр-міністр Йорданії Васфі ат-Таль був особисто відповідальним за його тортури та смерть.

## Структура групи
Серед істориків, журналістів і першоджерел існують розбіжності щодо характеру BSO і ступеня, в якому воно контролювалося ФАТХом, фракцією Організації визволення Палестини (ОВП), яку на той час контролював Ясір Арафат.
У своїй книзі «Апатрид» Салах Халаф (Абу Іяд), начальник служби безпеки Арафата та один із засновників ФАТХ, писав, що «Чорний вересень» не був терористичною організацією, а радше був допоміжним підрозділом руху опору в той час, коли остання не змогла повністю реалізувати свій військовий і політичний потенціал. Члени організації завжди заперечували будь-які зв'язки між своєю організацією та ФАТХ або ООП.
Заперечення, описане в претензії Абу Іяда, було взаємним: згідно зі статтею 1972 року в йорданській газеті Ад-Дустур, Мохаммед Дауд Оуде, також відомий як Абу Дауд, оперативник BSO і колишній високопоставлений член ООП, сказав йорданській поліції: «Немає такої організації, як „Чорний вересень“. Під такою назвою ФАТХ оголошує власні операції, щоб ФАТХ не фігурував як безпосередній виконавець операції». Документ від березня 1973 року, оприлюднений у 1981 році Державним департаментом США, нібито підтверджував, що ФАТХ був головною організацією «Чорного вересня».
За словами американського журналіста Джона К. Кулі, BSO являв собою «повний розрив зі старими оперативними та організаційними методами федаїнів».
Його члени діяли в герметичних осередках по чотири або більше чоловіків і жінок. Членів кожного осередку навмисно тримали в невігластві. Керівництво здійснювалося ззовні через посередників і «відрізаних» sic", хоча централізованого керівництва не було.
Кулі пише, що багато осередків у Європі та в усьому світі складалися з палестинців та інших арабів, які багато років жили в країнах свого проживання як студенти, викладачі, бізнесмени та дипломати. Діючи без центрального керівництва (див. Безлідерний спротив), це був «справжній колегіальний напрям». Структура камери та операційна філософія «необхідності знати» захищали оперативників, гарантуючи, що затримання або стеження за однією камерою не вплине на інші. Ця структура запропонувала правдоподібне заперечення керівництву ФАТХ, яке обережно дистанціювалося від операцій «Чорного вересня».
За словами історика Бенні Морріса, «Фатху» був потрібен «Чорний вересень». Він пише, що існувала «проблема внутрішньої згуртованості ОВП або ФАТХ, коли екстремісти постійно вимагали більшої войовничості. Помірковані, очевидно, погодилися на створення Чорного вересня, щоб вижити». В результаті тиску з боку бойовиків, пише Морріс, конгрес ФАТХ у Дамаску в серпні-вересні 1971 року погодився створити Чорний вересень. Нова організація базувалася на існуючому спеціальному апараті розвідки та безпеки ФАТХ, а також на офісах і представниках ОВП у різних європейських столицях, і з самого початку існувала співпраця між «Чорним вереснем» і НФОП.
За словами Морріса, ОВП закрила «Чорний вересень» у вересні 1973 року, у річницю його було створено з «політичного розрахунку, що тероризм за кордоном не принесе жодної користі». В 1974 році Арафат наказав ОВП відмовитися від насильницьких актів за межами Західного берега, Сектора Газа та Ізраїлю.

## Мюнхенська різанина

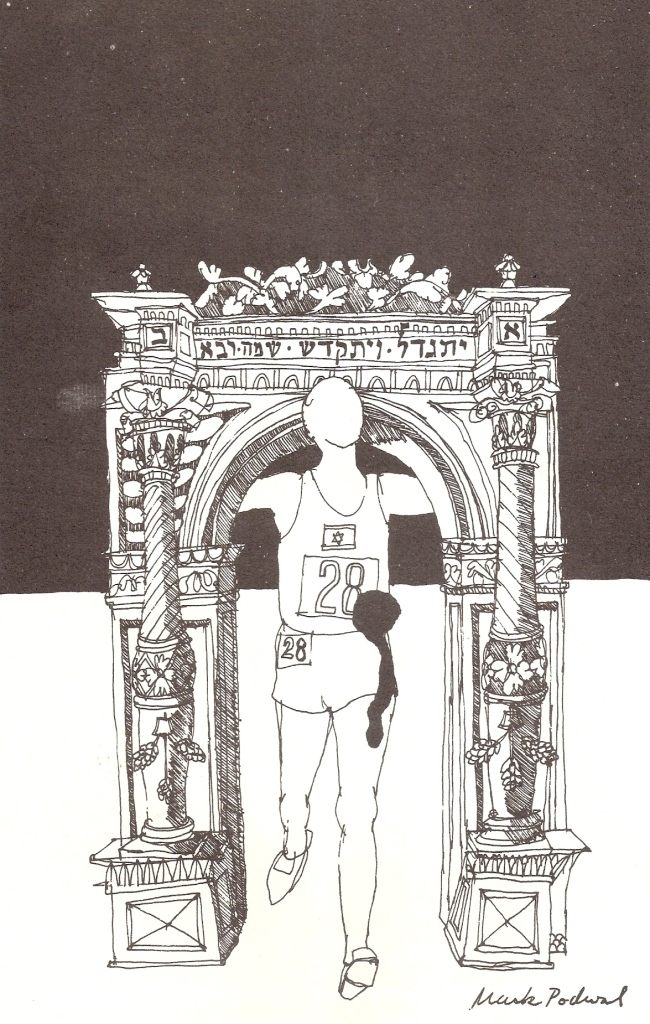
Мюнхенська різанина, художник Марк Подвал (Mark Podwal), опубліковано в Нью-Йорк Таймз New York Times в 1972.

Група відповідальна за бійню в Мюнхені 1972 року, під час якої було вбито 11 ізраїльських спортсменів-олімпійців, дев'ять із яких спочатку були взяті в заручники, а також за вбивство офіцера німецької поліції під час літніх Олімпійських ігор 1972 року в Мюнхені, Німеччина.
Після нападу уряд Ізраїлю на чолі з прем'єр-міністром Голдою Меїр розпочав операцію «Гнів Божий» і наказав Моссаду вбити тих, хто, як відомо, причетний до бійні в Мюнхені. До 1979 року принаймні один підрозділ Моссаду вбив вісьмох членів Чорного вересня та ОВП, у тому числі Алі Хасана Саламе на прізвисько «Червоний принц», багатого, яскравого сина сім'ї вищого класу та командувача Підрозділу 17, загону особистої безпеки Ясіра Арафата. Саламе також був причетний до викрадення рейсу Sabena 572 з Відня до Лоду в 1972 році.
Він був убитий замінованим автомобілем у Бейруті 22 січня 1979 року. Під час операції «Весна молодості» у квітні 1973 року ізраїльські спецпризначенці вбили трьох старших членів «Чорного вересня» в Бейруті, Ліван. У липні 1973 року, під час Ліллехаммерської справи, Ахмед Бучікі, невинний марокканський офіціант, якого помилково прийняли за Алі Хасана Саламе, був убитий у Норвегії. За вбивство затримали шістьох ізраїльських оперативників.
Зауваження Абу Дауда, можливого організатора мюнхенських викрадень, заперечують, що будь-хто з палестинців, убитих Моссадом, мав будь-яке відношення до мюнхенської операції
, попри те, що список містить двох із трьох уцілілих учасників викрадення загін заарештований в аеропорту.

## Інші напади
Інші дії, пов'язані з «Чорним вереснем»:
- 28 листопада 1971 р.: убивство прем'єр-міністра Йорданії Васфі аль-Тала як помста за вигнання ОВП з Йорданії в 1970–71 рр.;
- грудень 1971 р.: спроба вбивства Зейда аль-Ріфаї, посла Йорданії в Лондоні та колишнього голови йорданського королівського двору;
- 6 лютого 1972 р: диверсія на західнонімецькій електростанції та газовому заводі у Равенштайні[en] та Оммені в Нідерландах і в Гамбурзі в Західній Німеччині;
- 8 травня 1972: викрадення бельгійського літака Sabena Flight 572, що летів з Відня до Лоду.
- вересень і жовтень 1972 року: десятки листів з погрозами були надіслані з Амстердама до ізраїльських дипломатичних установ по всьому світу, убивши ізраїльського радника з питань сільського господарства Амі Шачорі в Британії[11];
- 1 березня 1973: напад на посольство Саудівської Аравії в Хартумі, Судан: 10 заручників були захоплені в посольстві Саудівської Аравії, п'ятеро з них були дипломатами. Були вбиті посол США, заступник посла США та тимчасовий повірений у справах Бельгії. Решту заручників звільнили. У документі Державного департаменту Сполучених Штатів 1973 року, розсекреченому у 2006 році, йшлося: «Хартумська операція була спланована та проведена з повного відома та особистого схвалення Ясіра Арафата».[12]
- 2 березня 1973 року: змова з вибуху у Нью-Йорку 1973;
- 5 серпня 1973 року: двоє палестинських бойовиків, які стверджували про свою причетність до «Чорного вересня», відкрили вогонь по пасажирському залу в нині закритому афінському міжнародному аеропорту Еллінікон, убивши трьох і поранивши 55. У грудні 1973 року з Риму було викрадено Boeing 737 авіакомпанії Lufthansa[en], за для звільнення заарештованих.[13]
- 20 жовтня 1981 року: «Чорний вересень» взяв на себе відповідальність за вибух у синагозі Антверпена в Бельгії в 1981 році, в результаті якого загинуло троє і було поранено 106 осіб[14].

## В культурі

### В кіно
- Black Sunday (1977) / Чорна неділя (1977) —  фільм Джона Франкенгаймера, що розповідає про спробу запобігання спецслужбами грандіозного терористичного акту. Таємна організація під назвою «Чорний вересень» планує під час фінальної гри суперкубка в Маямі, на якій буде присутній президент США і ще вісімдесят тисяч глядачів, підірвати над стадіоном величезний дирижабль, призначений для телевізійної трансляції матчу. Смертельний вантаж вибухівки начинений дрібним дробом. Агентам розвідки і ФБР належить зробити неможливе, щоб зупинити фанатиків-вбивць[15].
- One day in September (1999) / Один день у вересні (1999) —  документальний фільм Кевіна Макдональда, присвячений теракту на Мюнхенській олімпіаді.
- Munich (2005) / Мюнхен (2005) —  фільм Стівена Спілберга, присвячений Мюнхенському теракту.
- Carlos (2010) / Карлос (2010) —  організація згадується в біографічному фільмі-серіалі про терориста Карлоса "Шакала".

### В музиці
- Хеві-метал-бенд "Black September" з Пенсільванії, США [16].

- Блек-метал проєкт "Black September" однієї людини (Jasper Ruytenbeek) з Делфта, Нідерланди.[17].

- Гурт "Black September"[18], що грає припанкований і приблекований дез метал \ краст \ стенчкор з Чікаго (шташ Іллінойс, США) [19]Black September — Tide of the Storm на YouTube.